# Operacja rozbicia archiwum Wydziału Bezpieczeństwa Delegatury Rządu na Kraj
Operacja rozbicia archiwum Wydziału Bezpieczeństwa Delegatury Rządu na Kraj – wspólny napad członków komunistycznej Polskiej Partii Robotniczej i niemieckiej policji politycznej Gestapo na lokal archiwum Delegatury Rządu na Kraj dokonany 17 lutego 1944 roku na ulicy Poznańskiej 64 w Warszawie.

## Tło operacji
Inicjatorem akcji wymierzonej w archiwum Wydziału Bezpieczeństwa był działacz komunistyczny i agent sowieckiego wywiadu Bogusław Hrynkiewicz, który jesienią 1943 roku został przyjęty bez dokładnego sprawdzenia do pracy w archiwum Wydziału, kierowanym przez Wacława Kupeckiego ps. "Kruk". Do zadań Hrynkiewicza należało przepisywanie na maszynie i porządkowanie materiałów Delegatury dotyczących organizacji konspiracyjnych, kartotek osób współpracujących z Niemcami i ruchu komunistycznego. Kopie tych materiałów Hrynkiewicz przekazywał swojemu "prowadzącemu" Marianowi Spychalskiemu a ponieważ dokumentów przybywało, a Hrynkiewicz nie nadążał z ich przepisywaniem, Spychalski nakazał mu doniesienie na Kupeckiego do Gestapo. Aby zainteresować Niemców Hrynkiewicz udając agenta Gestapo pokazał je esesmanowi Wolfgangowi Birknerowi, który nakazał Hrynkiewiczowi zorganizowanie napadu na archiwum i obiecał kilku gestapowców do pomocy. Spychalski skierował do akcji członków Wydziału Informacji Sztabu Głównego Armii Ludowej podległych Jerzemu Fonkowiczowi: Henryka Buczyńskiego ps. "Stefan" i Jerzego Wiechockiego ps. "Roman".

## Przebieg operacji
...nasi ludzie spotkali się z "BOGUSIEM" [Bogusławem Hrynkiewiczem] na podpunkcie skąd ten zaprowadził ich na lokal, gdzie miały znajdować się te dokumenty. Adresu tego lokalu obecnie nie pamiętam, było to gdzieś w śródmieściu. (...) Zgodnie z informacjami SPYCHALSKIEGO, nasi ludzie, po przyjściu z "BOGUSIEM" na lokal delegatury, zastali tam gestapowców (...). "BOGUŚ" przedstawił kierownikowi tej akcji członków AL jako "swoich ludzi", sam zaś udał się do skrytki, gdzie znajdowało się archiwum, zabrał z niej część dokumentów i wyszedł z lokalu. Członkowie GL, wraz z pozostałymi uczestnikami tej akcji, pozostali na lokalu. W tym samym czasie do mieszkania tego przyszło kilku pracowników delegatury, w tym przodownik policji granatowej, których gestapowcy zatrzymali i pobili. (...) W rewizji, jak i w zatrzymaniu pracowników delegatury ludzie FONKOWICZA nie brali udziału. W pewnej chwili kierownik tej akcji [z gestapo] polecił jednemu z członków AL podać właścicielowi mieszkania szklankę z jakimś napojem, w którym miała znajdować się trucizna. (...) Po kilku godzinach na lokal powrócił "BOGUŚ", ale już bez materiałów, zabrał ze sobą ludzi FONKOWICZA, oświadczając im, że na tym ich udział w akcji się kończy. Zdobytych materiałów im nie wręczył, otrzymał je SPYCHALSKI, tego samego, czy też dopiero na następny dzień.

## Podsumowanie
W wyniku "kotła" Gestapo zabrało materiały antyniemieckie i część antykomunistycznych. Najważniejsze dokumenty dotyczące polskiego podziemia zdobyte przez PPR niezwłocznie przekazano do Moskwy. Niemcy zlikwidowali Wacława Kupeckiego "Kruka" i zawiadujących archiwum urzędników Polskiego Państwa Podziemnego.